# Trzebiesław
Trzebiesław, Trzebisław, Trzebosław – staropolskie imię męskie, złożone z członów Trzebie- ("czyszczenie, trzebienie", "ofiara") i -sław ("sława"). Mogło oznaczać "tego, który niszczy sławę (wrogów)" lub może "tego, który sławi ofiarę". Żeńskie odpowiedniki: Trzebiesława, Trzebosława.
Trzebiesław imieniny obchodzi 13 marca.